# Tata 1510/1512
Tata 1510/1512 — автобус, выпускающийся индийской компанией Tata Motors.

## Описание
Tata 1510/1512 является самой распространяемой моделью автобуса. Значительная часть автобусов эксплуатируется в Индии и соседних странах, а также на Сейшельских Островах. Модель обладает следующими особенностями:
- Двигатель: Tata-Cummins (Cummins 6BT 5.9L), с турбонаддувом и интеркулером. В 1510 применялся двигатель Mercedes Benz[2].
- Коробка передач: 6-скор. МКПП, с опциональной синхронизацией повышающей передачи.
- Рулевое управление: с гидроусилителем.
- Тормоза: воздушные, двухконтурные (S-CAM).

Существует множество контрактных поставщиков, которые, в свою очередь, изготавливают кузова на шасси в соответствии с требованиями заказчика.
Автобусы Tata 1510/1512 обслуживаются всеми транспортными компаниями: от бюджетных, таких как государственные транспортные компании и городские автобусные компании, до дорогих частных операторов, которые обслуживают дорогостоящие маршруты из города в город и по всей стране.